# Амадоцьке озеро

Карта Європи Каспера Вопеля, 1566 рік. Чорною стрілкою показано Амадоцьке озеро

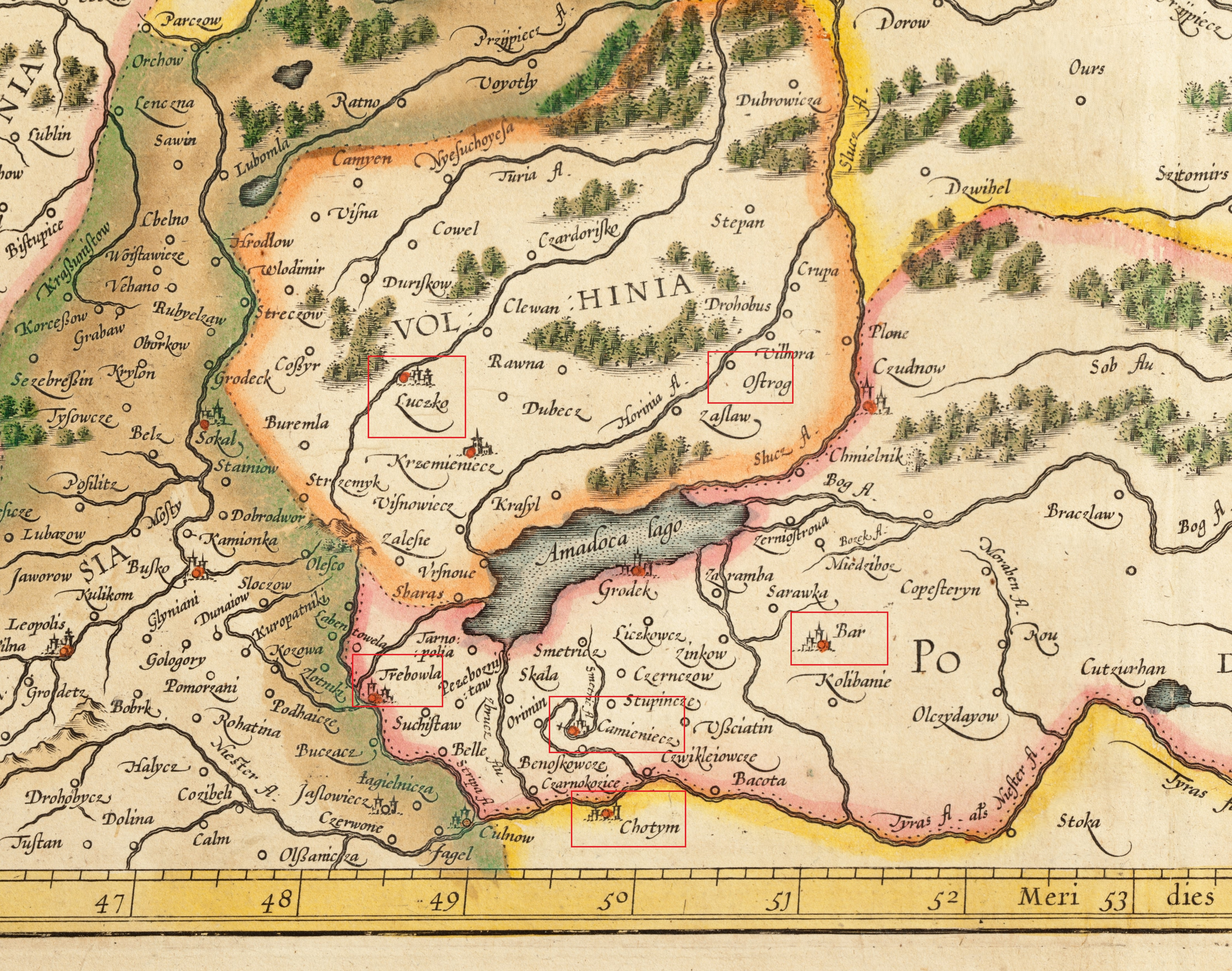
Амадоцьке озеро на карті 1609 року

Амадо́цьке о́зеро (озеро Амадо́ка) — гіпотетичне озеро чи болото на межі Поділля та Волині, зображене на низці середньовічних карт. Існування озера не підтверджується сучасними дослідженнями.

## Відомості про озеро
Озеро зображено на карті Польщі Якова Гастальді (1562), на карті Європи Каспера Вопеля (1566) та низці інших середньовічних карт . Зафіксовано такі назви: Amadoca (Амадока), Amadoca Palus (Амадоцьке болото), Amadoca Lago, Amadoca Lacus (Амадоцьке озеро).
За дослідженнями О. Пламеницької, що ґрунтуються на картографуванні поселень, зазначених на середньовічних картах по берегах Амадоцького озера та на картографуванні археологічних знахідок в межах території північного Поділля, розміри озера в 14 ст. — близько 130 на 30 км. Водоймище мало видовжену форму в напрямі південний схід — північний захід. З озера брали початок чотири притоки Дністра — Збруч, Смотрич, Студениця, Ушиця, а також річки Случ, Горинь і Південний Буг. О. Пламеницька виконала карту-реконструкцію меж Амадоцького озера. Висихання озера, на думку О. Пламеницької, пов'язане з неотектонічними зсувами, зокрема голоценовими рухами земної кори Наддністрянського Поділля.. Неотектонічні рухи Наддністрянщини досліджено В. Палієнко, І. Соколовським, Н. Волковим, О. Шевчуком та ін..

## Погляди фахівців
Географ Віра Вєріна у праці «Зв'язок Дністра з Південним Бугом і Дніпром на карті Георгія Райхерсторфера» (Кишинів, 1970), ґрунтуючись на «Орографії Молдавії» 1541 року Георгія Райхерсторфера та власних натурних обстеженнях терену, стверджувала наявність Амадоцького озера. Зокрема, вона зазначила: «Той факт, що частина притоків Дністра витікала з озера, свідчить про велику кількість води в них і про більш рівномірний стік» .
Доктор історичних наук Ярослав Дашкевич зібрав вичерпну іконографію та писемні звістки 15—16 століть щодо озера — загалом близько 40 джерел. У праці «Східне Поділля на картах 16 століття» (1990) він зробив такий висновок: «Пошуки неіснуючого озера, капризу географів 15—16 століть, значною мірою нагадують невдалі спроби підвести раціональну базу й під інші картографічні фантазії» .
2004 року директор Державного науково-виробничого підприємства «Картографія» Ростислав Сосса, який захистив докторську дисертацію з історії картографування території України, зазначив, що раніше Амадоцьке озеро «зображували на всіх картах між Поділлям і Волинню, біля витоків річок Південний Буг, Стир і Горинь. Тільки у 18 столітті було доведено, що насправді такого озера не існує». Причиною появи озера-фантома, за словами вченого, могло бути те, що його нанесли на карту на основі чиєїсь недостовірної розповіді. Можливо, це була помилка переписувача. Але внаслідок цього озеро «стало кочувати з однієї карти на іншу» .
Дмитро Чобіт вважає, що: на середньовічних мапах могла мати місце орфографічна помилка: замість «Amadoca» варто писати «Avadoca», у цьому випадку слово походитиме від латинського «vado» — брід; озеро (став) — плід інженерної думки наших далеких предків, вимагає більш ґрунтовних досліджень.
Українська архітекторка, дослідниця Кам'янця-Подільського Ольга Пламеницька пов'язує з існуванням озера колись високий рівень води в допливах Дністра — річках Смотричі, Збручі, Студениці, Ушиці. На її думку, будівництво мурованого Замкового мосту на острів Старого міста в Кам'янці-Подільському на початку I тисячоліття н. е. відбулося за часів, коли рівень води в р. Смотрич перевищував сучасний більш ніж на 10 м. Це питання потребує додаткових досліджень. . Однак ця версія не підтверджується чисельними археологічними знахідками на території, де на картах зображувалось «висохле» озеро. І Амадоку можна віднести до чисельних географічних курйозів на кшталт «Землі Санникова».